# Dysstroma pseudopythonissata
Dysstroma pseudopythonissata är en fjärilsart som beskrevs av Müller 1931. Dysstroma pseudopythonissata ingår i släktet Dysstroma och familjen mätare. Inga underarter finns listade i Catalogue of Life.